# 日本ニュースネットワーク

NNNの正式なロゴ。現在はニュース速報及び一部系列局のニューススタジオでこのロゴが使われている。（1966年 - 現在）

主に報道フロア内の看板で使用されている「NNN」ロゴ（2003年10月 - 現在）

日本ニュースネットワーク（にっぽんニュースネットワーク、英: Nippon News Network）は、日本テレビ（NTV）をキー局とする、日本の民放テレビ局のニュースネットワークである。略称のNNN（エヌエヌエヌ）で言及されることが多い。1966年に、ニュースや報道番組の共同編成・製作および費用の共同分担を基本理念として締結、発足した。
TBSテレビをキー局とするジャパン・ニュース・ネットワーク（JNN）に続いて日本で2番目に古いニュースネットワークであるが、フルネット局27局とクロスネット局3局（福井放送、テレビ大分、テレビ宮崎）の計30局で形成されていて、国内の民放テレビネットワークの加盟局数においては、国内最多である。佐賀県・沖縄県にはNNN（NNS）系列局が存在しない。また、ラテ兼営局は11局ある。
基幹局は日本テレビ、札幌テレビ、ミヤギテレビ、中京テレビ、読売テレビ、広島テレビ、福岡放送の7局で構成されていて、全てテレビ単営局である。
NNN（NNS）加盟局のうち、静岡第一テレビ、広島テレビ、長崎国際テレビ、くまもと県民テレビの4局は、日本テレビの放送持株会社「日本テレビホールディングス」の持分法適用関連会社で、札幌テレビ、中京テレビ、読売テレビ、福岡放送は日本テレビホールディングスの持分法適用関連会社「読売中京FSホールディングス」（FYCS）の子会社である。
また、一般に本項で解説するNNNと、別項で解説する日本テレビネットワーク協議会（NNS）とを合わせて日本テレビ系列（日テレ系列、NTV系列）という（NNN、NNSどちらか一方だけでも通じる場合もある）。ニュースとは別関係の番組供給ネットワークであるNNSについては、当該項目を参照。

## 概説

### ネットワークの形成
日本テレビ（NTV）によるネットワーク構想は1951年9月に日本テレビ放送網構想が公表されたことに始まる。
NTVの初期のネット局である大阪テレビ放送（OTV、現在の朝日放送テレビ・ANN加盟）や中部日本放送（CBC、現在のCBCテレビ）、北海道放送（HBC）、ラジオ九州（RKB、現在のRKB毎日放送）などはラジオ東京（→東京放送、現在のTBSテレビ）の「東京テレニュース」をネット受けしていたため、西日本放送（RNC）の開局までNTVのニュースにネットワークニュースは無かった。ytvやテレビ西日本（TNC・現在はFNN加盟）等系列局が順次開局したことに伴い、NTVもこれまで自局向けに制作されていた『NTVニュース』をそのままネット局に流す事を改め、ネット局向けの全国ニュースを制作することとなり、『あさ7時のニュース』、『日本テレニュース』、『ニュースフラッシュ』、『きょうの出来事』がネットワークニュースとして制作された。これらの番組は原則としてNTVが制作に当たったが、各局は取材協力を行うなど現在のNNNに近い体制であった。しかしながら、スポンサーはNTVが付け（のち各社独自の販売に変わる）、制作費もNTVが丸抱えをするなどこれらはあくまでもNTVの番組であった。
その後、日本テレビ、読売テレビ（ytv）などを中心として1966年4月1日にNNNが結成された。当時の加盟局は札幌テレビ放送、青森放送、仙台放送（現在はFNN単独）、秋田放送、山形放送、福島テレビ（現在はFNN単独）、山梨放送、北日本放送、福井放送、名古屋放送（現在はANN単独）、読売テレビ、日本海テレビ、広島テレビ、山口放送、西日本放送、四国放送、南海放送、高知放送の18社であった。また、1967年には、日本テレビ放送網と読売テレビ放送の間で業務協定が締結された。
NNN発足当初は、福岡県を含む九州全域に系列局が存在しなかった（NNN発足時点は日本テレビが福岡に九州分室を設置して対応していた）。また中京地区も長らくクロスネットが継続（名古屋テレビ→中京テレビ）したことなど、JNNやFNNに比べ体制作りに時間を要した。
この後1978年までに新潟総合テレビ（現在はFNN単独）、福岡放送、テレビ長崎（現在はFNN単独）、鹿児島テレビ（現在はFNN単独）、テレビ岩手、テレビ大分、中京テレビが加盟するなどネット局が増加し、1971年には福島中央テレビ（1970年に開局）が福島テレビからNNNの加盟を引き継ぐなどしたものの、1978年時点でテレビ熊本（現在はFNN単独）とテレビ宮崎は準加盟局（オブザーバー）扱いであり、両局には取材責任地域（一般取材地域・特別取材地域）の割り当てがなされなかった（特別取材地域としては熊本県は日本テレビと福岡放送、宮崎県は日本テレビが担当）。
1973年、日本テレビ系5社協定が発効した。それ以前の1972年には、日本テレビと札幌テレビ放送の間で「ネットワークに関する業務協定」を締結していたが、 1974年には福岡放送・中京テレビ・読売テレビなどとも順次業務協定を締結している。
1994年に鹿児島讀賣テレビが加盟し現体制が完成。2003年には東京・日本テレビと全国のNNN加盟社と個別で締結していた業務協定を、全加盟社で包括的に「日本テレビネットワーク協定」を締結している。

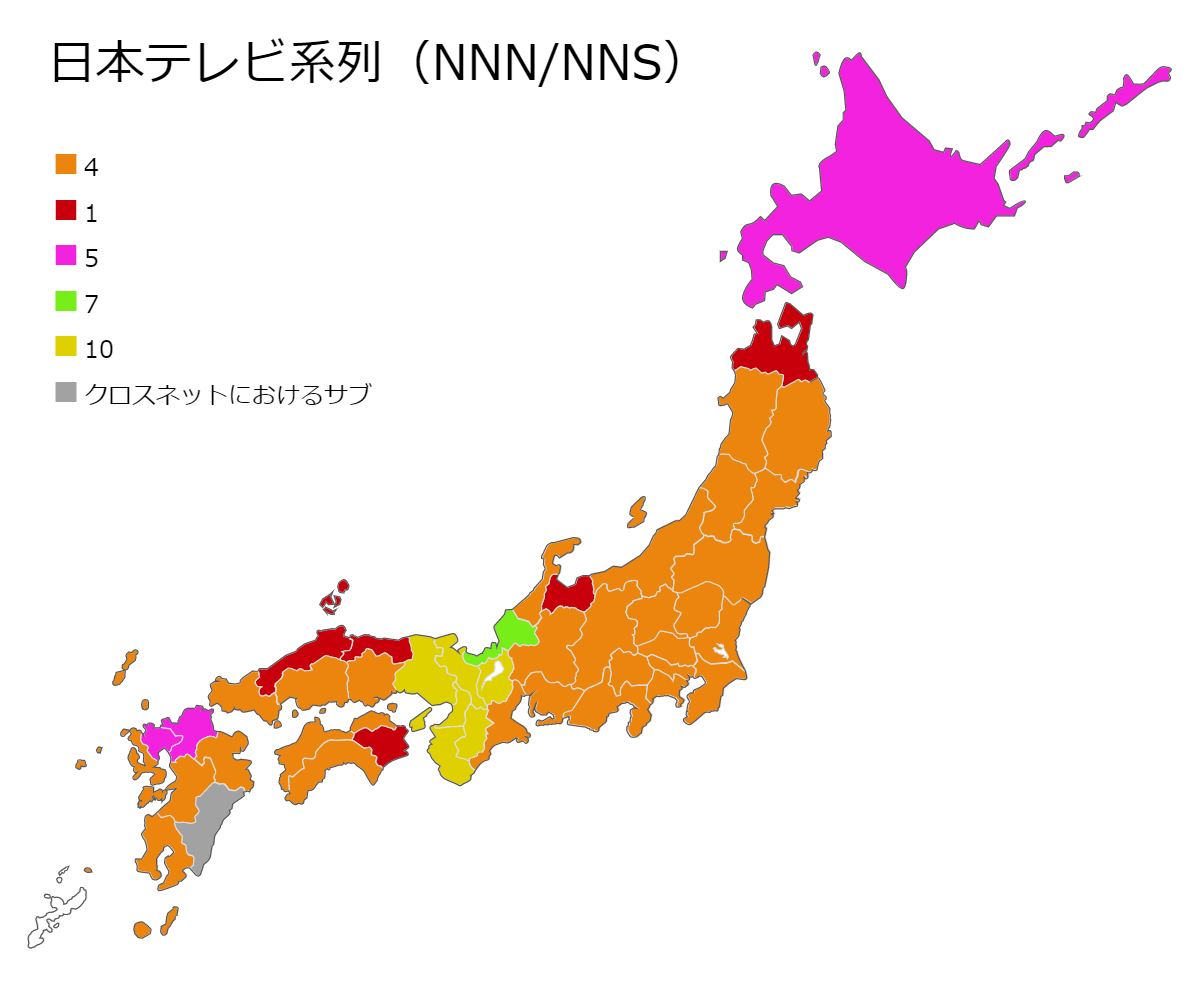
NNN系列のリモコンキーID地図

地上デジタル放送のリモコンキーIDは、日本テレビを始めとして「4」が多いが、青森放送（RAB）・北日本放送（KNB）・四国放送（JRT）・日本海テレビ（NKT）が「1」、STV・FBSが「5」、福井放送（FBC）が「7」、ytvが「10」である。リモコンキーIDに「4」を使用しない放送局の内、FBS（アナログ親局37ch）・FBC（アナログ親局11ch）以外は、アナログ親局の送信チャンネル番号を引き継いだ。
2012年10月より、日本テレビの資本がある神奈川県の県域ラジオ・アール・エフ・ラジオ日本の定時ニュースにおいて、従来の読売新聞グループ本社に加え、NNNが取材・編集協力を行っている。これに伴いラジオ日本の定時ニュースの題名も「読売新聞ニュース」から「ラジオ日本ニュース」に改題された。 この他にも福井放送などラテ兼営の加盟局でラジオの定時ニュースにおける全国ニュースのニュースソースにNNNを使用するところがある。
また、2012年10月1日には、日本テレビの持株会社移行(社名を日本テレビホールディングスに変更)に伴い、キー局がテレビ放送事業を旧社から承継する新法人の日本テレビ放送網に変更した。

### ロゴマーク・テロップ
「NNN」のロゴは日本テレビ本社の汐留（港区東新橋）移転に伴い、シンボル的に別バージョン（記事冒頭の画像参照）が報道局内など一部に掲示されているが、正式なロゴの変更は行われていない。一方で最近では番組タイトルロゴ上では正式ロゴはあまり使われずにそれぞれの番組ロゴのフォントに合わせられるのが主流で、2021年11月まで正式ロゴを唯一採用していた『NNNニュースサンデー』も、同年12月以降は使用しなくなったため、放送上正式ロゴが使われる機会は後述の取材局テロップや速報テロップなど一部に限られている。また、2000年代頃からは『news every.』の様にタイトル自体にNNNを冠さない番組も放送される様になったほか、2021年からは『NNNストレイトニュース』のリニューアルを皮切りに、番組名の変更は無いものの、既存のNNNを冠する番組ロゴからNNNの表記が除かれている。
地方発のニュースの場合は毎回ニュースVTR終わり時、画面右上に日本地図 とともにNNNのロゴと配信元の放送局名が表記されている。2局以上にまたがる場合は連名表記され、地震や大事件・事故発生の場合は近隣地域局と日本テレビも含むので「NNN 取材団」 と表記される。毎回表記されるのはNNNくらいである。当初は単に「（系列局名）取材」と表記していた。なお、『news zero』は純粋なNNN枠でないためか表記されない。また『news every.』も一部ニュースは日本テレビの番組取材班が直接乗り込むためか表記されないこともある。その一方で、『Oha!4 NEWS LIVE』では地上波では完全全国ネットではないものの、CS放送・日テレNEWS24でもサイマルネットされていることもあり発信元の系列局表記がある。
[例] [読売テレビ] [日本地図] [NNN]、[中京テレビ 札幌テレビ] [日本地図] [NNN]、[取材団] [日本地図] [NNN]
単発番組など一部の制作系番組においては過去に、日本テレビの略称「NTV」ロゴ の「N」部分を並べてNNNのロゴとして使用していた例があった。また、地震や台風等の災害報道においてNNN取材団などが被るヘルメットにもこのロゴ が使用されていたことがある。似たような事例として、汐留移転直後の2004年度に放送された『NNNニュースサタデー』でも、ニュース専門チャンネル『NNN24』（現・日テレNEWS24）のロゴを借用していた。
ロゴマークの色は原則赤で「NNN」と表示する。
テロップのフォント・デザインについては、2021年11月7日から『NNNストレイトニュース』のフォーマットに統一していた（情報番組内のニュースコーナーも含む） が、2023年3月27日からは、NNNストレイトニュースも含めて、見出しテロップを除いて『news every.』と同様のフォーマットに統一している。なお、『Oha!4 NEWS LIVE』『news every.』『news zero』では各番組独自デザインのテロップを使用している。

## 加盟局

### 現在の加盟局
この表は、日本民間放送連盟公式サイト「会員社」ページ の表記に準じて記載している（一部に例外あり）。
- ● - 中波ラジオ局兼営局（○○放送と言う名の局は福岡放送を除きラテ兼営）
- ○ - 関連会社・子会社にラジオ局を持つ局 [注釈 24]
- ◆ - 第三セクター局

| エリア     | 略称/ID | 社名                   | 開局日 又は テレビ放送 開始日 | NNN加盟日                  | 備考 | 記号 |
| ---------- | ------- | ---------------------- | ----------------------------- | -------------------------- | --- | ---- |
| 北海道     | STV 5   | 札幌テレビ放送         | 1959年4月1日                  | 1966年4月1日 （NNN発足時） | 基幹局。 | ○    |
| 青森県     | RAB 1   | 青森放送               | 1959年10月1日                 | 1966年4月1日 （NNN発足時） | [ 注釈 26 ] | ●    |
| 岩手県     | TVI 4   | テレビ岩手             | 1969年12月1日                 | 1969年12月1日              | [ 注釈 27 ] | ○    |
| 宮城県     | MMT 4   | 宮城テレビ放送         | 1970年10月1日                 | 1970年10月1日              | 基幹局。旧略称：MTB（1970年10月1日開局 - 1975年8月31日）、mm34（1975年9月1日 - 1985年9月30日）。                                                                                 |      |
| 秋田県     | ABS 4   | 秋田放送               | 1960年4月1日                  | 1966年4月1日 （NNN発足時） | | ●◆   |
| 山形県     | YBC 4   | 山形放送               | 1960年4月1日                  | 1966年4月1日 （NNN発足時） | [ 注釈 29 ] | ●    |
| 福島県     | FCT 4   | 福島中央テレビ         | 1970年4月1日                  | 1971年10月1日              | 本社は郡山市。 |      |
| 関東広域圏 | NTV 4   | 日本テレビ放送網       | 1953年8月28日                 | 1966年4月1日 （NNN発足時） | キー局、基幹局。日本初の民放テレビ局。 | ○    |
| 山梨県     | YBS 4   | 山梨放送               | 1959年12月20日                | 1966年4月1日 （NNN発足時） | | ●    |
| 新潟県     | TeNY 4  | テレビ新潟放送網       | 1981年4月1日                  | 1981年4月1日               | 旧略称：TNN（1981年4月1日開局 - 1997年12月31日）。 |      |
| 長野県     | TSB 4   | テレビ信州             | 1980年10月1日                 | 1980年10月1日              | 1980年9月30日までは日本テレビ長野支局が取材を担当。 |      |
| 静岡県     | SDT 4   | 静岡第一テレビ         | 1979年7月1日                  | 1979年7月1日               | 1978年6月30日までは日本テレビ報道局静岡駐在部が取材を担当。 |      |
| 富山県     | KNB 1   | 北日本放送             | 1959年4月1日                  | 1966年4月1日 （NNN発足時） | | ●◆   |
| 石川県     | KTK 4   | テレビ金沢             | 1990年4月1日                  | 1990年4月1日               | 1990年3月31日までは北日本放送（金沢・能登地区）と福井放送（小松・加賀地区）が取材を担当。                                                                                        |      |
| 福井県     | FBC 7   | 福井放送               | 1960年6月1日                  | 1966年4月1日 （NNN発足時） | 1989年4月1日からANNとのクロスネット。 | ●    |
| 中京広域圏 | CTV 4   | 中京テレビ放送         | 1969年4月1日                  | 1973年4月1日               | 基幹局 |      |
| 近畿広域圏 | ytv 10  | 読売テレビ放送         | 1958年8月28日                 | 1966年4月1日 （NNN発足時） | 準キー局、基幹局 |      |
| 鳥取県     | NKT 1   | 日本海テレビジョン放送 | 1959年3月3日                  | 1966年4月1日 （NNN発足時） | [ 注釈 33 ] |      |
| 島根県     | NKT 1   | 日本海テレビジョン放送 | 1959年3月3日                  | 1966年4月1日 （NNN発足時） | 山陰地区の放送局相互乗り入れ開始時から放送対象地域に。1978年時点では一般取材地域には含まれておらず、特別取材地域としては日本海テレビに加えて広島テレビ・山口放送も担当していた。 |      |
| 広島県     | HTV 4   | 広島テレビ放送         | 1962年9月1日                  | 1966年4月1日 （NNN発足時） | 基幹局。 |      |
| 山口県     | KRY 4   | 山口放送               | 1959年10月1日                 | 1966年4月1日 （NNN発足時） | 本社は周南市。 | ●◆   |
| 徳島県     | JRT 1   | 四国放送               | 1959年4月1日                  | 1966年4月1日 （NNN発足時） | | ●◆   |
| 香川県     | RNC 4   | 西日本放送             | 1958年7月1日                  | 1966年4月1日 （NNN発足時） | | ●    |
| 岡山県     | RNC 4   | 西日本放送             | 1958年7月1日                  | 1966年4月1日 （NNN発足時） | 1979年4月1日から放送対象地域に（ただし、取材はそれ以前から西日本放送が担当している）。                                                                                           | ●    |
| 愛媛県     | RNB 4   | 南海放送               | 1958年12月1日                 | 1966年4月1日 （NNN発足時） | | ●    |
| 高知県     | RKC 4   | 高知放送               | 1959年4月1日                  | 1966年4月1日 （NNN発足時） | | ●    |
| 福岡県     | FBS 5   | 福岡放送               | 1969年4月1日                  | 1969年4月1日               | 基幹局。正式の放送対象区域は福岡県のみ。1969年3月31日までは日本テレビ九州分室が取材を担当した。                                                                                  |      |
| 佐賀県     | なし    | なし                   | なし                          | なし                       | 福岡放送が取材を担当している。 |      |
| 長崎県     | NIB 4   | 長崎国際テレビ         | 1991年4月1日                  | 1991年4月1日               | |      |
| 熊本県     | KKT 4   | 熊本県民テレビ         | 1982年4月1日                  | 1982年4月1日               | |      |
| 大分県     | TOS 4   | テレビ大分             | 1970年4月1日                  | 1970年4月1日               | FNN/FNS クロスネット局。 |      |
| 宮崎県     | UMK 3   | テレビ宮崎             | 1970年4月1日                  | 1979年4月1日               | FNN/FNS・ANNクロスネット局。ただし、NNSには非加盟。 |      |
| 鹿児島県   | KYT 4   | 鹿児島讀賣テレビ       | 1994年4月1日                  | 1994年4月1日               | |      |
| 沖縄県     | なし    | なし                   | なし                          | なし                       | 日本テレビ那覇支局が取材を担当している。 |      |

その他、関東の独立県域局のうち、テレビ埼玉、千葉テレビ放送、テレビ神奈川、群馬テレビが、平成初期の頃までオブザーバー（準会員）扱いで参加し、ニュース素材などを提供していた時期もあった。この各社は現在も日本テレビ、NNNと報道協定を結ぶ読売新聞東京本社が、またテレビ埼玉は日本テレビ放送網も第2位の保有株主として資本参加している上、千葉テレビとともに東京ケーブルネットワークとの番組販売取引契約関係もある。

### 過去の加盟局
●印は加盟当時メインネットであった。
| エリア     | 略称 | 社名              | NNN加盟期間                        | 備考（脱退の理由など）                                                                                               | 現在の所属系列 |
| ---------- | ---- | ----------------- | ---------------------------------- | --- | -------------- |
| 宮城県     | OX   | 仙台放送          | 1966年4月1日発足 - 1970年9月30日   | 宮城テレビ開局のため脱退。                                                                                           | FNN/FNS        |
| 福島県     | FTV  | 福島テレビ●       | 1966年4月1日発足 - 1971年5月31日   | 新聞資本の意向による福島中央テレビとのネット整理のため。                                                             | FNN/FNS        |
| 新潟県     | NST  | NST新潟総合テレビ | 1968年12月16日開局 - 1981年3月31日 | 当時（NNN加盟期間中）の社名は「新潟総合テレビ」。テレビ新潟開局のため脱退。                                          | FNN/FNS        |
| 静岡県     | SATV | 静岡朝日テレビ    | 1978年7月1日開局 - 1979年6月30日   | 当時（NNN加盟期間中）の社名は「静岡県民放送」（略称：SKT、愛称：静岡けんみんテレビ）。静岡第一テレビ開局のため脱退。 | ANN            |
| 中京広域圏 | NBN  | 名古屋テレビ放送● | 1966年4月1日発足 - 1973年3月31日   | 当時（NNN加盟期間中）の社名は「名古屋放送」（通称：名古屋テレビ）。系列整理により中京テレビに一本化して脱退。        | ANN            |
| 長崎県     | KTN  | テレビ長崎        | 1969年4月1日開局 - 1990年9月30日   | 長崎国際テレビ開局のため脱退。                                                                                       | FNN/FNS        |
| 鹿児島県   | KTS  | 鹿児島テレビ放送  | 1969年4月1日開局 - 1994年3月31日   | 鹿児島讀賣テレビ開局のため脱退。                                                                                     | FNN/FNS        |

以下の各局は認定放送持株会社移行により系列局が新社に変更となったものであり、系列を脱退したわけではない。
- 日本テレビ放送網（1966年4月1日発足 - 2012年9月30日、（新）日本テレビ放送網に移行）

### 加盟構想のあった放送局
加盟の意思があった、または加盟を打診されたものの、結局加盟しなかった主な局。
| 放送対象地域 | 略称 | 社名                     | 備考（加盟しなかった理由など） | 現在の所属系列 |
| ------------ | ---- | ------------------------ | --- | -------------- |
| 岩手県       | IBC  | IBC岩手放送              | 当初は日本テレビとKRTテレビ（TBSテレビ）の番組を主軸とした事実上のクロスネット編成とすることを目指していたが、KRTテレビをキー局とするJNNが排他性を打ち出したものであることに日本テレビが反発し、IBCを含むJNN協定に加盟した新局には番組を一切流さない方針を新たに打ち出した上、岩手を必要とするスポンサーには番組を降りてもらっていいとまでいう強硬な態度に出たことから、KRTテレビ系列を中心とした編成て開局せざるをえなくなったため。 | JNN            |
| 島根県       | TSK  | 山陰中央テレビジョン放送 | TSKの開局に深く関わった島根新聞（現・山陰中央新報）が読売新聞と親密であったため日本テレビ系列での開局を希望していたが、既に日本海テレビ（当時は鳥取県域局）が日本テレビ系の番組を押さえていたこともあり、将来的に鳥取県との相互乗り入れを行うことを考慮してフジテレビ系列フルネットとして開局したため。 | FNN/FNS        |
| 高知県       | KUTV | テレビ高知               | 高知放送がTBS系列局 (JNN) へのネットチェンジを検討した際、読売新聞社も資本参加していたテレビ高知が日本テレビ系列とフジテレビ系列とのクロスネット局となる可能性があった | JNN            |
| 福岡県       | TNC  | テレビ西日本             | NNN発足前の1964年10月1日にフジテレビ系列にネットチェンジしたため。 | FNN/FNS        |
| 福岡県       | KBC  | 九州朝日放送             | テレビ西日本のネットチェンジに際して、社内では日本テレビと組む（事実上のテレビ西日本とのネット交換）ことも検討されたが、朝日新聞社がKBCに対し、業績が低下した場合はNETに営業保証を行わせ、それでもKBCの業績が悪化した場合は朝日新聞社が責任を取ると約束したことで、NETフルネット化に踏み切ったため。 | ANN            |
| 熊本県       | TKU  | テレビ熊本               | 準加盟局（オブザーバー）。ただし、一部ニュース番組を受け、素材送り出しも実施し、ネット分担金も負担していた。 | FNN/FNS        |
| 鹿児島県     | KKB  | 鹿児島放送               | 1978年の電波割り当ての段階では日本テレビ・フジテレビ・テレビ朝日の3局でのネット争いであったが、一本化調整は熊本県の決着がついてから着手することとされた。その後、熊本県での一本化調整と在京3局による協議の結果、1981年3月24日に熊本県の民放第3局を日本テレビ系列局（熊本県民テレビ）、鹿児島県の民放第3局をテレビ朝日系列局とし、また、熊本県第4局（テレビ朝日系列局）の早期開局に含みを持たせることが決定した。                      | ANN            |
| 沖縄県       | OTV  | 沖縄テレビ放送           | 開局準備段階当時の沖縄はアメリカの統治下にあったため、番組の購入は認めるが資本参加などの協力はしないという条件が日本テレビから提示されたため。 | FNN/FNS        |

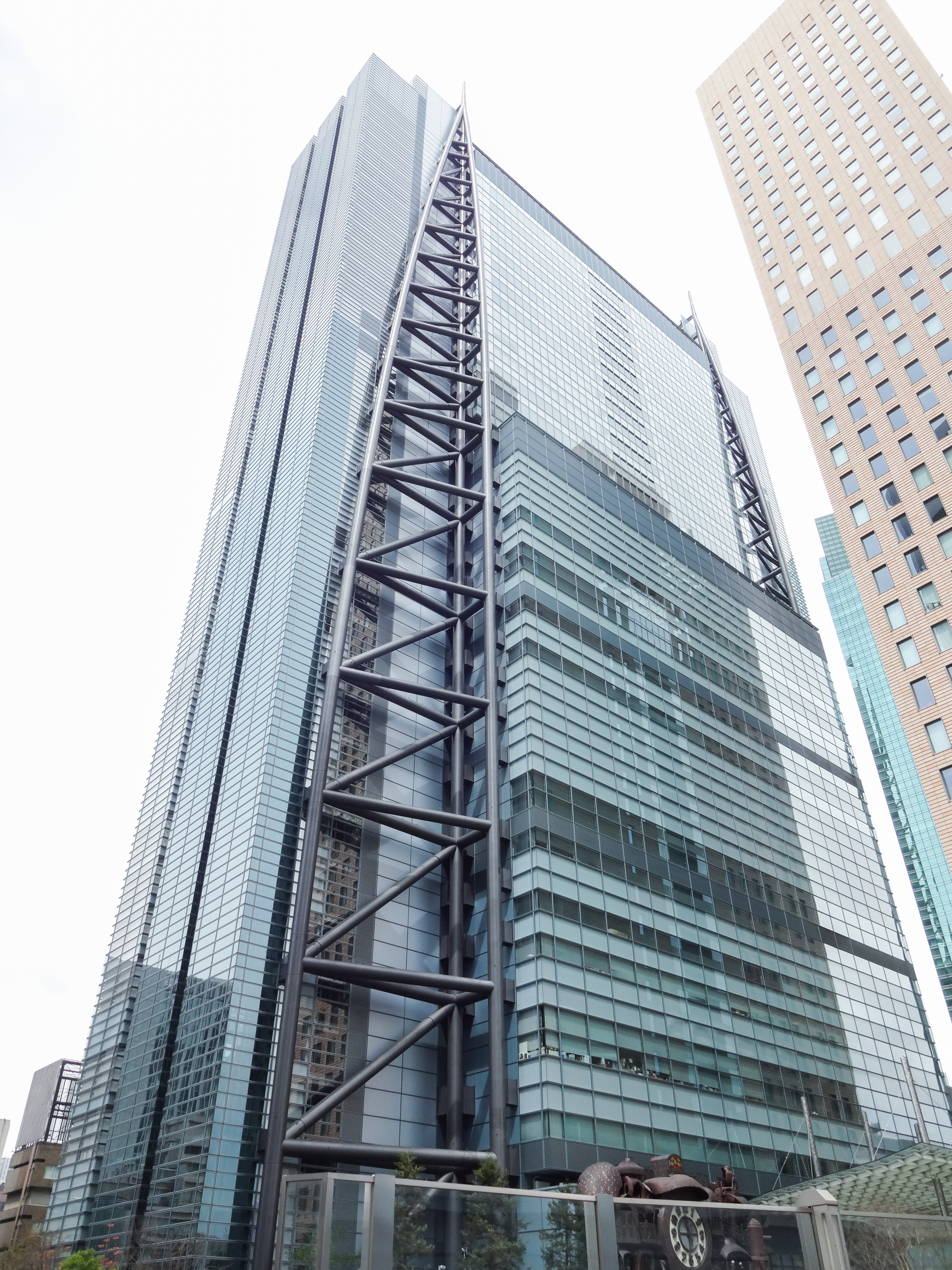
NNNの在京キー局：日本テレビ放送網（NTV、東京都港区東新橋、日本テレビタワー）
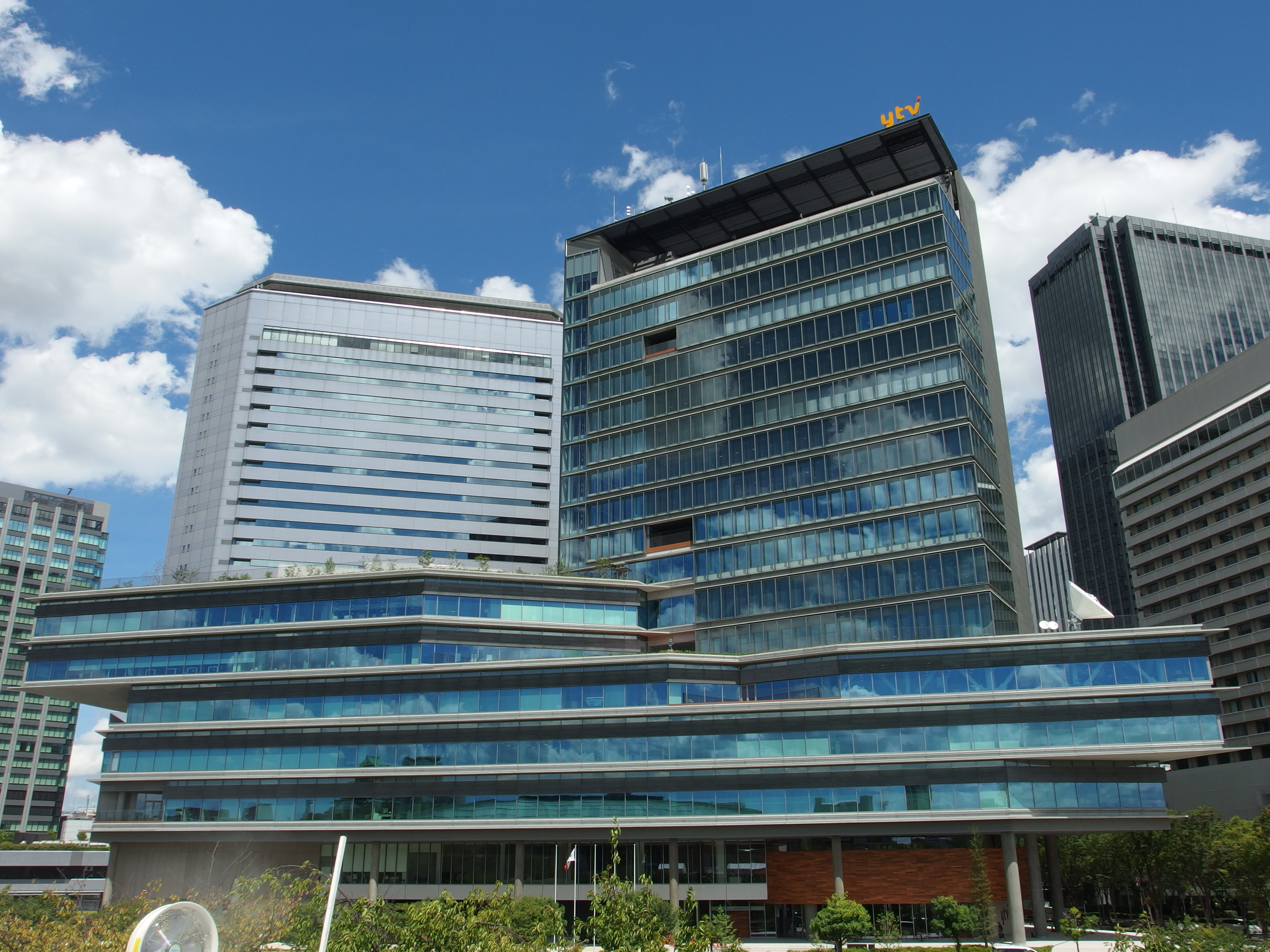
NNNの在阪準キー局：読売テレビ放送（ytv、大阪府大阪市中央区城見）
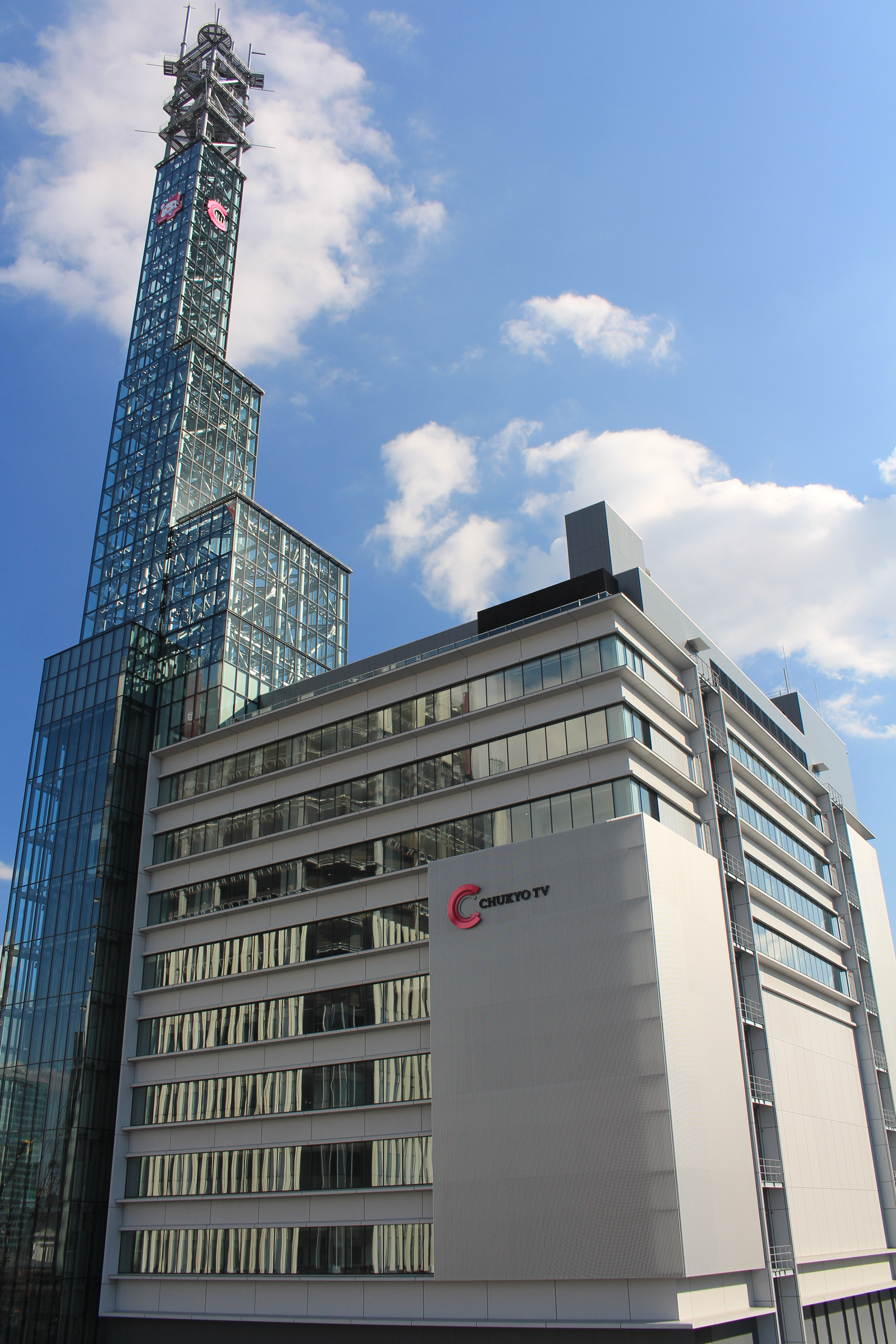
NNNの在名基幹局：中京テレビ放送（CTV、愛知県名古屋市中村区平池町）
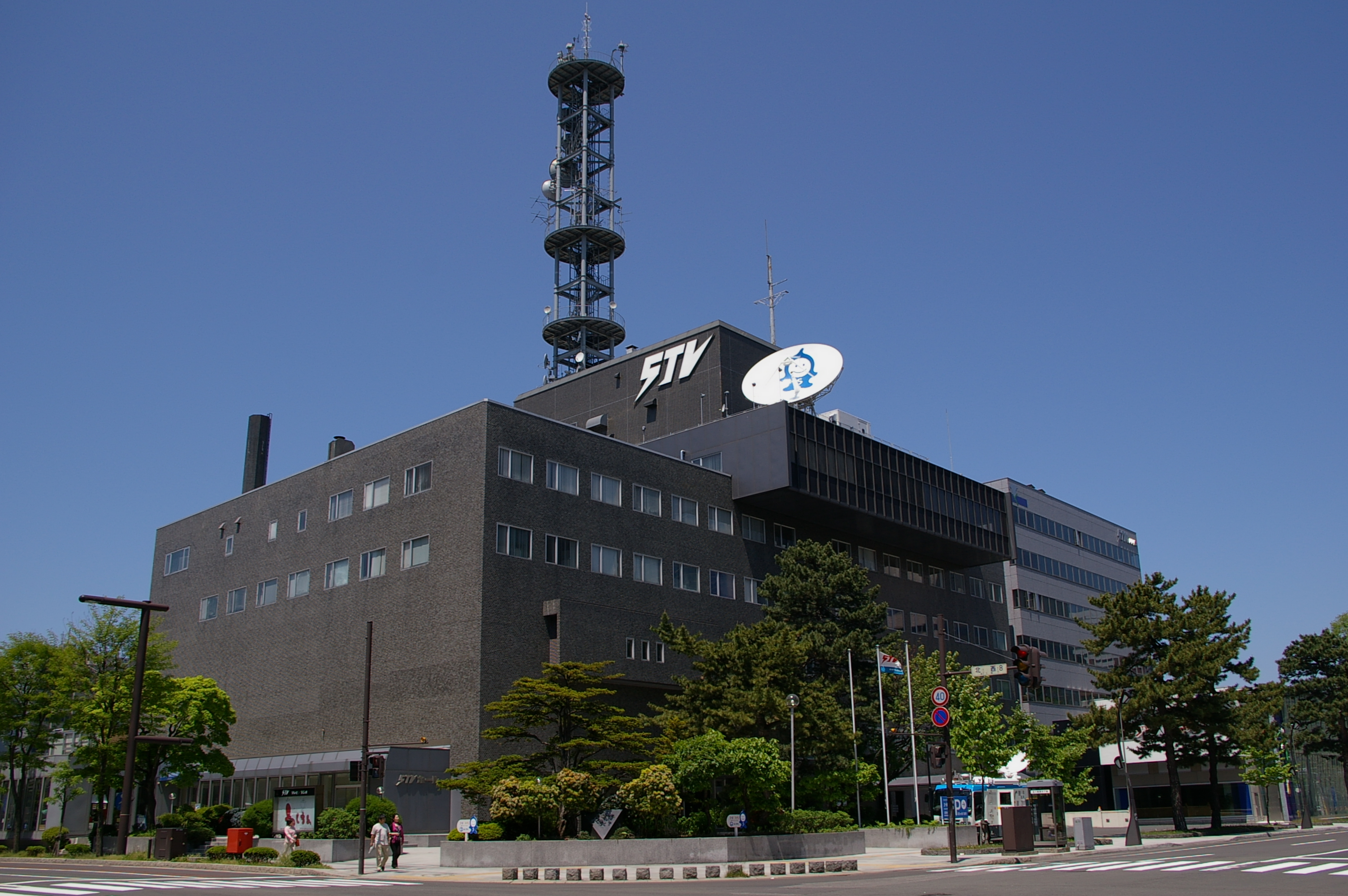
NNNの在札基幹局：札幌テレビ放送（STV、北海道札幌市中央区北1条西、札幌テレビ放送会館）
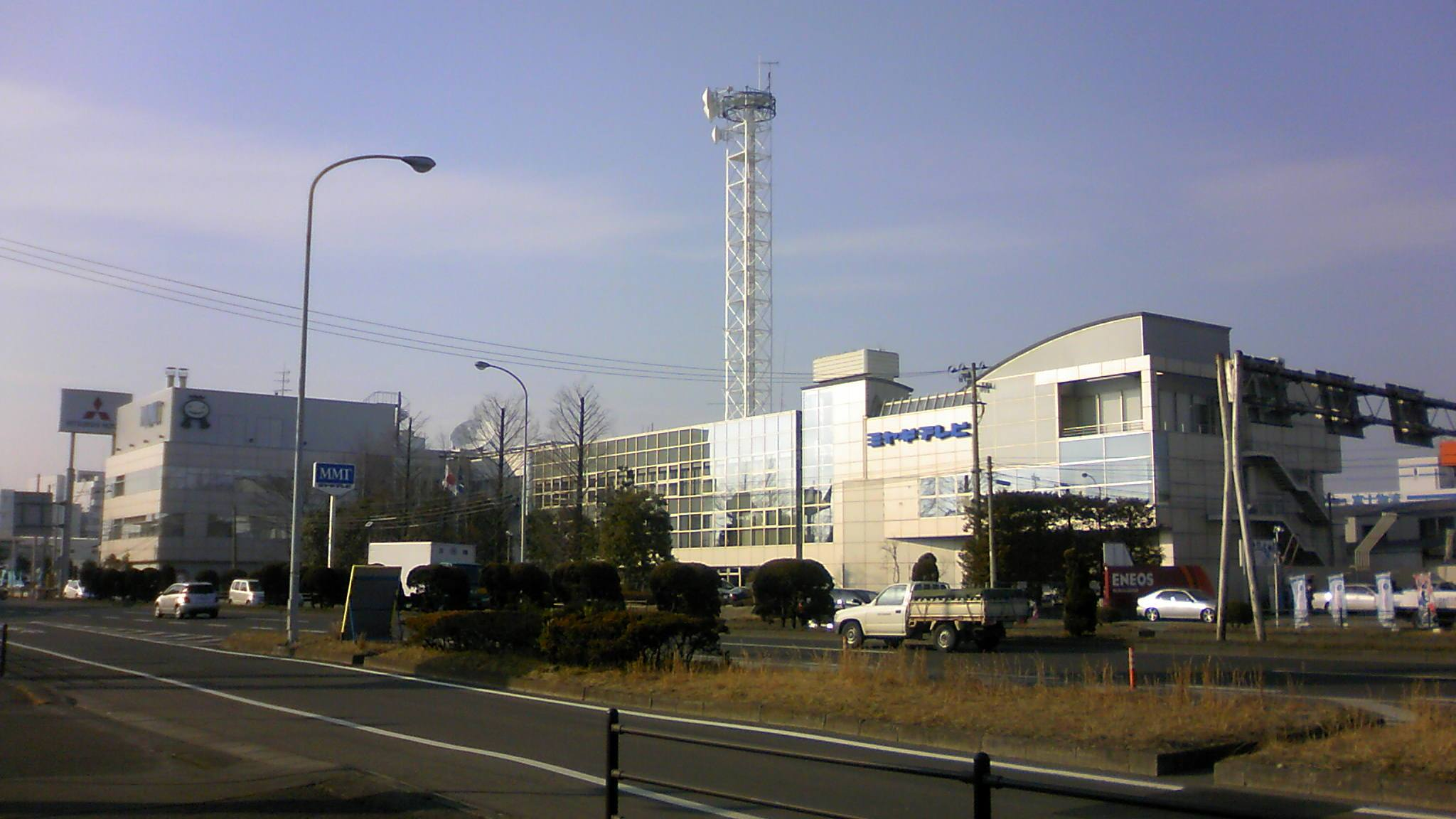
NNNの在仙基幹局：宮城テレビ放送（MMT、宮城県仙台市宮城野区日の出町）
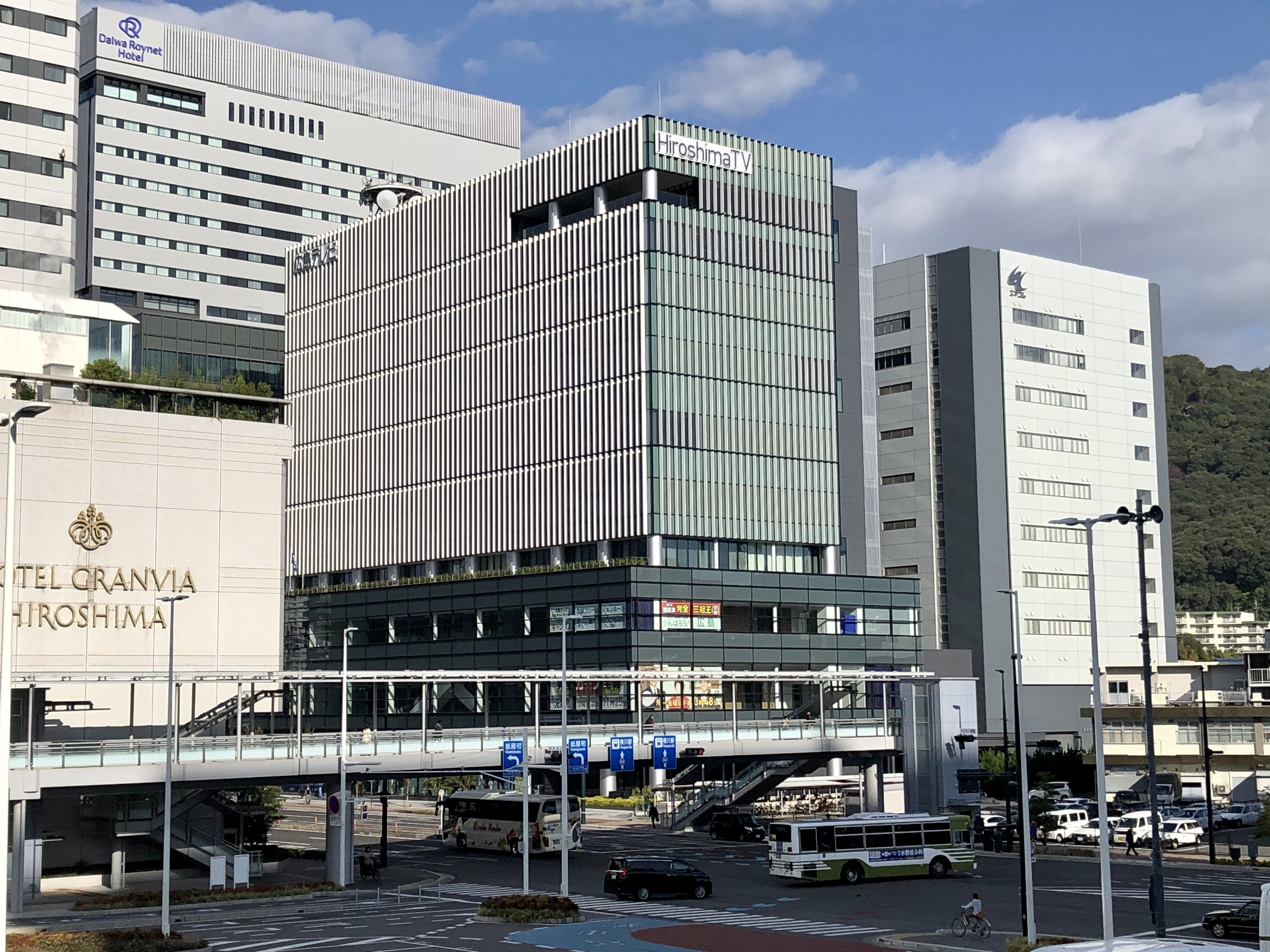
NNNの在広基幹局：広島テレビ放送（HTV、広島県広島市東区二葉の里、広テレビル）
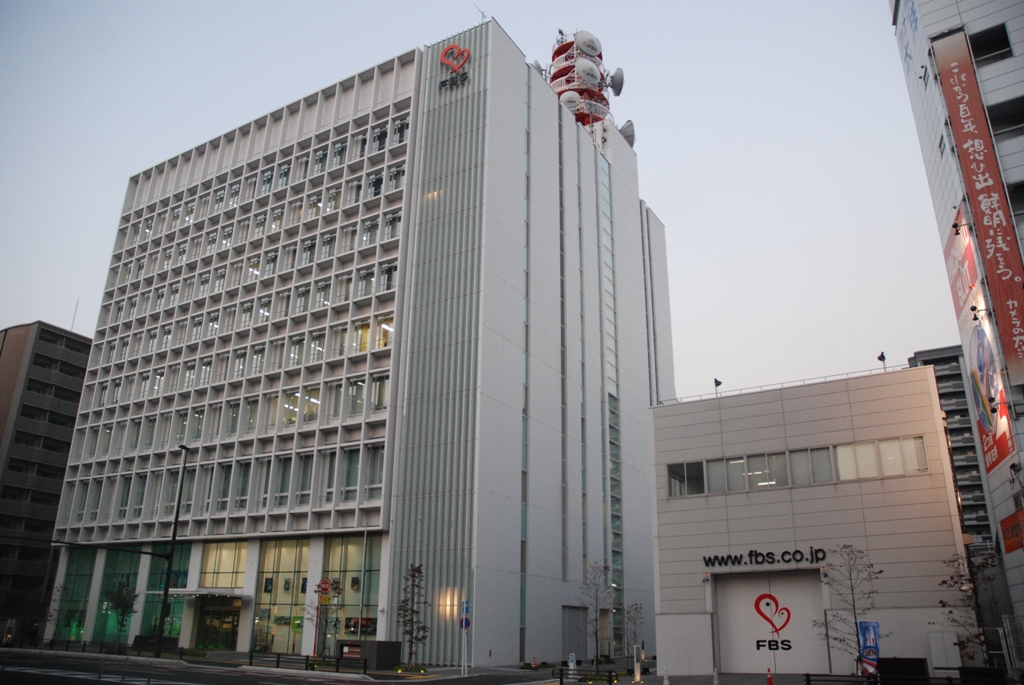
NNNの在福基幹局：福岡放送（FBS、福岡県福岡市中央区清川）

## 海外支局
下記の表は2021年3月現在。国により日本テレビ、広島テレビおよび読売中京FSホールディングス子会社4局（札幌テレビ、中京テレビ、読売テレビ、福岡放送）から記者を派遣している。
実際の運営・設置（NNN/NNS）加盟局が地方局の場合、特派員は一旦日本テレビに出向した後、現地に派遣される形式になっている。従って海外では地方局出身者も、日本テレビ社員の肩書と、日本テレビから支給された名刺を使用し取材活動を行う。リポート・中継の際、記者の氏名テロップにはNNNの後に取材地域名が表記される。
| 地域               | 海外支局名            | 設置・運営加盟局 | 備考                                            |
| ------------------ | --------------------- | ---------------- | ----------------------------------------------- |
| アメリカ合衆国     | NNNニューヨーク支局   | 読売テレビ       | 日本テレビ・広島テレビからも記者を派遣。        |
| アメリカ合衆国     | NNNワシントン支局     | 日本テレビ       |                                                 |
| アメリカ合衆国     | NNNロサンゼルス支局   | 日本テレビ       | 読売テレビ・中京テレビからも記者を派遣。        |
| ヨーロッパ・旧ソ連 | NNNロンドン支局       | 日本テレビ       | 中京テレビからも記者を派遣。                    |
| ヨーロッパ・旧ソ連 | NNNパリ支局           | 読売テレビ       | 中京テレビからも記者を派遣。                    |
| ヨーロッパ・旧ソ連 | NNNモスクワ支局       | 札幌テレビ       | 日本テレビからも記者を派遣。                    |
| アジア・アフリカ   | NNN中国総局           | 日本テレビ       | 北京に設置。                                    |
| アジア・アフリカ   | NNN上海支局           | 読売テレビ       |                                                 |
| アジア・アフリカ   | NNNソウル支局         | 日本テレビ       | 韓国SBS本社内に設置。福岡放送からも記者を派遣。 |
| アジア・アフリカ   | NNNバンコク支局       | 福岡放送         | かつては四国放送が運営していた。                |
| 海外現地法人       | NTVインターナショナル | 日本テレビ       |                                                 |
| 海外現地法人       | NTVヨーロッパ         | 日本テレビ       |                                                 |
| 海外現地法人       | NTVアジアパシフィック | 日本テレビ       |                                                 |

### 過去の海外支局
- NNNベイルート支局 - 日本テレビが1974年に開設、1976年にカイロに移転。
- NNNカイロ支局 - 日本テレビが1976年に開設、2021年閉鎖[3]。
- NNN中南米（サンパウロ）支局 - 1980年開設、1997年閉鎖。
- NNNローマ支局 - 日本テレビが1982年に開設、1994年閉鎖。
- NNNワルシャワ支局 - 日本テレビが1990年に開設、2002年閉鎖。
- NNN香港支局 - 日本テレビが1992年に開設、1998年閉鎖。
- NNNマニラ支局 - 読売テレビが1987年に開設、2000年閉鎖。
- NNNボン支局 - 読売テレビが1981年に開設、1998年にベルリンに移転。
- NNN台北支局 - 中京テレビが2000年6月1日に開設、2004年6月30日に閉鎖。中国電視公司の社内に設置[21]。
- NNNベルリン支局 - 札幌テレビが1990年に開設、1992年閉鎖、1998年再開。
- NNNウラジオストク支局 - テレビ新潟放送網が1994年に開設、2000年閉鎖[22][23]。

※以下の3支局は夏季オリンピック取材主体のため日本テレビが期間限定で設置した。
- NNNバルセロナ支局 - 1990年に開設、1992年閉鎖。
- NNNアトランタ支局 - 1994年に開設、1996年閉鎖。
- NNNシドニー支局 - 1999年に開設、2000年閉鎖。

## ネットニュース番組
随時
- NNN news、NNN NEWS&SPORTS
  - 年末年始（毎年 原則12月23日から1月4日まで）や『24時間テレビ「愛は地球を救う」』・『THE MUSIC DAY』によりレギュラーのニュース番組が休止となる場合に代替放送。後者はスポーツニュースも併せて放送する場合の名称（年末年始の土曜日・日曜日と重なる日の深夜に放送される場合は『NNN SPORTS&NEWS』というタイトルになる）。

朝
昼
夕方
 20:54 - 21:00 
- NNNニューススポット（終了、1963年10月 - 2008年9月29日）

最終版

## 日テレNEWS NNN
2023年10月10日、日本テレビのニュースサイト「日テレNEWS」を改題した上で、NNN加盟全30局による統合ニュースサイト『日テレNEWS NNN』としてリニューアルし、サービスを開始した。NNN加盟全30局が、取材力・制作力・発信力を結集させ、地上波だけでなくデジタルにおいても、地域No.1、日本No.1の信頼ある報道メディアを目指し、これまで展開してきたニュースや24時間ニュースチャンネルの日テレNEWS24などのコンテンツに加え、NNN加盟局のローカルニュースや特集、ドキュメンタリーも配信するとしている。
ブランドタグラインは『見つかるのは、未来のきっかけ。』
「日テレNEWS NNN」が設立されるまでは、NNN加盟局でそれぞれ放送したローカルニュースのニュース動画を配信するページは、NNNの加盟局ごとに運営。日テレNEWSで配信するニュース動画はローカルニュース含め、NNN枠にて放送されたニュース及び、日本テレビにて放送されたニュースのみに留まっていた。
しかし同日からは、「日テレNEWS NNN」のサービス開始に伴い、加盟局側のページの大半を「日テレNEWS NNN」のサイトへ集約。同サイト内では、NNN加盟全30局のそれぞれのロゴを用いて「（加盟局）NEWS NNN」というロゴが用いられているほか、「NNN」のロゴはNNN発足当時から使用されている正式なロゴや、2003年10月から日本テレビ報道フロア内の看板で使用されているロゴではない新たなものが使用されている。

## 報道特別番組
選挙・台風・地震・北朝鮮によるミサイル発射（全国瞬時警報システムによる速報）や、他に、大きな事件・事故の際に特別番組を編成、放送する。

### 国政選挙
開票状況を伝える特別番組を放送。出口調査などを駆使して早く、分かりやすく伝える。なお選挙テレビ特番で多くのテレビ局が実施している、議席数や当確情報を表示する通称「L字画面」は、国政選挙速報をプロ野球中継と確立させるために実施したのが始まりである。
2025年7月実施の第27回参議院議員通常選挙からは読売新聞社（読売新聞）と日本放送協会（NHK）との3社で出口調査を共同実施している。
- NNN ELECTION（1971年参院選 - 2001年参院選）
- NNN選挙開票特別番組 ゲキセン!（2003年衆院選 - 2005年衆院選）
- ZERO×選挙 （2007年参院選 - 2017年衆院選）
- zero選挙（2019年参院選 - ）

### ニュース速報・地震・津波・気象・台風
震度3以上を観測した揺れをはじめとする速報については、ニュース速報の形式で伝え、場合によっては市町村別震度も伝える。なお、「NNNニュース速報」は地上波（関東ほか一部系列局。送出元の放送局名を使用する局もある。）のほかBS日テレ、日テレNEWS24でも表示される。2011年5月頃までのテロップ送出について、日本テレビは震度階級改定前の1988年頃から1996年3月頃までは0.1秒毎に1文字ずつタイピング風に表示されるものであった。震度階級改定後の1996年4月頃から汐留に移転する前の2004年2月28日までは0.01秒毎に1文字ずつ素早く表示されていたが、本社を汐留に移転後の2004年2月29日からはこの演出は廃止された。ほとんどの系列局では0.1秒毎に1文字ずつタイピング風に表示されるといった演出だった。2011年6月頃からニュース速報フォントがNNN各種ニュース番組とほぼ同じ、輪郭が太めになってなおかつ滑らかな、イワタ新ゴシックのフォントとなった。速報チャイム音はBS日テレ・日テレNEWS24・クロスネットであるテレビ大分も含め大半の系列局がドミソ音に似せたチャイム音（※『ピコリーン…』の1音、1995年4月から使用。）（一部例外あり〈例：山口放送等では2世代前のチャイム音を使用＜※『ピロピロリーン…ピロピロリーン…』の2音＞、青森放送・四国放送等では1世代前のチャイム音を使用＜※『ピロピロリーン…ピロピロリーン…』の2音をマイナーチェンジしたもの、日本テレビにて1995年3月まで使用。＞、ミヤギテレビ・山梨放送・テレビ新潟・テレビ信州・静岡第一テレビ・南海放送・福岡放送・長崎国際テレビ・鹿児島読売テレビ等では独自の効果音を使用、秋田放送・西日本放送ではチャイム音を使用していない。〉）となっている。各局の大半では共通であるが、ニュース速報・気象警報・交通情報のいずれもタイトル表示時は2回点滅する。また、ANN系の長野朝日放送でも使用されているほか、1世代前のチャイム音は、前述の青森放送等の他、独立局の群馬テレビでも使用されていた。
かつては日立製作所が開発した「NNN報道情報システム」と日本電信電話（NTT）が保有している5本の電話回線 を通して、日本テレビからNNN加盟各局に向けてニュースや地震・津波速報を配信。逆に国政選挙時における選挙特番では加盟各局から同システムにて送信した放送エリア内の選挙情報を日本テレビが受信していた。
緊急地震速報では、2011年5月頃までは「NNN緊急地震速報」というテロップが最初に表示され、その後強い揺れが予想される地域が表示されるという仕組みだった。表示範囲が1行16文字という短さもあって、強い揺れが予想される地域が多い時は「関東など」というように都道府県名・支庁名ではなく地方名・北海道内エリア名で表示することがあり、文字数制限により具体的な地域名が表示されずわかりにくいといったデメリットがあった。2011年6月頃からは画面上に部分的な赤のカラーバックの枠内（青森放送や南海放送など、赤のカラーバックを使用しない局もある。読売テレビは当初は赤のカラーバックは使用されていなかったが、後に使用するようになった）で強い揺れが予想される地域が表示され、画面右下に揺れが予想される地域を中心にした地図が表示される（地上波・BS日テレ・日テレNEWS24共通のフォーマット）。表示範囲が1行22文字に増えたことにより、都道府県名・支庁名で表示される範囲が広がり、具体的な地域名が表示されやすくなった。2018年からは左に「緊急地震」と表示されるようになった上、地図上に震源地が表示されるようになった。また、2023年2月1日から緊急地震速報の発表要件に長周期地震動が追加されたことから、長周期地震動階級3以上が予想される場合に画面右下の「緊急地震速報」のテロップが黄色になり、「長周期地震動にも警戒」と小さく表示されるようになった。速報音は日本テレビとBS日テレ、日テレNEWS24はNHKと同じチャイム音と村山喜彦（日本テレビアナウンサー）による「緊急地震速報です」の自動音声が2回繰り返しで入る。福島中央テレビはNHKと同じチャイム音が4回流れた後「緊急地震速報です。強い揺れに警戒してください」の自動音声が2回流れる。テレビ新潟は、ニュース速報音と同様の1世代前をアレンジしたチャイム音を使用、読売テレビなどはNHK同様のチャイム音と「緊急地震速報です。強い揺れに警戒してください」の自動音声が2回流れる。
規模が大きな地震については、長時間にわたって伝える。地震に伴う津波に関しても同様の措置をとる。
なお、2007年1月13日13時24分（日本時間）に千島列島沖で発生したM8.2の地震では12分後の13時36分に津波警報・注意報が発表されたが、NNN系列（BS・CS含む）では警報・注意報が出される地域を表示する“日本地図”が、警報・注意報発表から約18分後の13時54分になって表示されていた（NHKとNNN以外の他系列はすぐに表示）。なお、日テレNEWS24に至っては、13時53分になって“速報”という形で津波情報を放送した。2009年9月30日2時48分（日本時間）にサモア沖で発生した地震による津波注意報発表でも同様の事例が起きている。
台風時には各局で編成されるため、すべての加盟局に向けた特別番組の放送は滅多にしない。また通常のニュース・情報番組のなかで、番組の多くを台風情報に充てている。

## 沖縄県にNNNが存在しない理由
沖縄県はアメリカ占領下の1960年前後に相次いで開局した沖縄テレビ、琉球放送の2局とも拘束性の強い単独ネットで開局した。前者はフジテレビとの資本提携で開局し、九州などの第2局がフジテレビ・日本テレビ・テレビ朝日の3局クロスで開局したのを尻目に、NHK沖縄放送局の前身の沖縄放送協会開局後、1969年に正式に単独ネット局に。後者は草創期の九州のネット回線の都合からTBS系列に加盟しJNN協定でクロスネットが認められなかったためであった。なお、沖縄テレビを開局させた同社初代社長・具志頭得助はフジテレビの前に日本テレビを訪れ、「時期尚早」と断られている。
その後、1989年に設立された南西放送を日本テレビ系列として開局させる計画があった。民放テレビ第3、4局の周波数が割り当てられていたこともあり、琉球朝日放送（テレビ朝日系列）とともに1995年秋の同時開局が有力視されていたが、日本テレビの沖縄進出凍結に伴って計画は頓挫し、1999年には沖縄県の民放テレビ第4局用の周波数割当そのものが取り消された（宮崎県内でも、3局目を日本テレビ系で開局する予定で社屋用地も取得していたが、諸事情で計画が頓挫し周波数割当そのものが取り消された）。
アメリカ合衆国の支援を受けて開局した日本テレビの歴史的経緯（親米テレビ局の初期印象）で沖縄県の地元新聞社の支持を得られなかったことが沖縄県未開局の遠因とされる。沖縄テレビは琉球新報と、琉球放送は沖縄タイムスと協力関係にあり、琉球朝日放送は沖縄タイムスが朝日新聞と協力関係にあることから琉球放送との「1局2波」方式で開局しているため、琉球朝日放送も拘束性の強いテレビ朝日系列の単独ネット局となっている。
計画が頓挫した南西放送には、沖縄テレビが日本テレビ系列番組を多く放送している経緯もあり、フジテレビも出資していた。
現在は日本テレビで放送されている番組の一部は沖縄テレビ（フジテレビ系列）（『NTV土曜ドラマ』・『おしゃれクリップ』などの番組提供付きの番組などを放送）と琉球放送（TBS系列、一時期は『木曜スペシャル』を同時ネットしていたが、現在は主に午後・深夜枠でローカル扱いの番組で放送）で放送されている。また、CS★日テレで日本テレビの番組を沖縄でも視聴することができたが、2000年9月の放送終了に伴い、ほとんどの日本テレビの番組がリアルタイムで見られなくなった。さらに、政府の事業仕分けにより、最後まで沖縄テレビで同時ネットされていた政府広報番組『ご存じですか』と『新ニッポン探検隊』が2010年3月に終了したため、沖縄県内で日本テレビから同時ネットされているレギュラー番組は無くなった。毎年大晦日に放送されていた『笑ってはいけないシリーズ』は、全都道府県の中で唯一沖縄県のみリアルタイムでの放送実績が無かった。また、琉球朝日放送（テレビ朝日系列）においては、平成新局でもあり先島諸島・大東諸島においてアナログ放送が未開局でデジタル放送になっても完全デジタル化直前になってようやく開局した経緯から、版権切れの番組や一部他局系列合同の制作番組を除いて開局以来NNN・NNSの制作番組を一度も放送したことがない。
なお、2019年8月1日より沖縄ケーブルネットワーク、2022年10月1日より宮古テレビにて、鹿児島讀賣テレビの区域外再放送による日本テレビ系列番組の放送が情報番組・報道番組の一部に限り開始された。また、2020年10月3日からは「日テレ系ライブ配信」（現・日テレ系リアルタイム配信）でゴールデンタイム・プライムタイムの一部番組もインターネット経由で視聴可能となった。